# Hans Rudolf Bosshard
Hans Rudolf Bosshard (* 25. Januar 1929 in Balm-Lottstetten; heimatberechtigt in Wildberg, Zürich, und Zürich) ist ein Maler, Typograf, Grafiker, Holzschneider, Buchgestalter, Autor und Lehrer.

## Leben
Bosshard absolvierte von 1944 bis 1948 eine Lehre als Schriftsetzer in Schaffhausen. Anschließend arbeitete er 1948/49 als Setzer bei Orell Füssli und 1949/50 in Stockholm. Von 1950 bis 1959 war Bosshard Setzer und Lehrlingsausbilder im Berichtshaus Zürich. Als Autodidakt unterrichtete er dreißig Jahre Typografie an verschiedenen Berufsschulen und an den Klassen für Fotografie und Grafik der Kunstgewerbeschule für Gestaltung Zürich sowie für allgemeines Gestalten an der Gestalterischen Berufsmittelschule Zürich. Er war zudem Leiter und Lehrer des Weiterbildungslehrgangs für typografisches Gestalten. Seine in den 1970er Jahren entstandenen Publikationen Einführung zur Formenlehre, Gestaltgesetze, Proportion und Form und Farbe dokumentieren seine mit Unterrichtsergebnissen verbundenen Theorien.
Bosshard war Mitglied der internationalen Vereinigung der Holzschneider und Holzschneiderinnen XYLON. Von 1967 bis 1991 war er Redaktor der Zeitschrift Xylon und für die Gestaltung der Zeitschrift zuständig. Daneben edierte er bibliophile Bücher in seinem 1956 mit dem holländischen Maler M. E. Houck gegründeten Kleinverlag «Janus-Presse Zürich». Bosshard gestaltete zahlreiche Bücher, Ausstellungskataloge und Plakate im kulturellen Bereich und war als Herausgeber von Büchern und Mappen mit Originalgrafiken sowie von Künstlerbüchern tätig.
Bosshards spätere Fachbücher waren Technische Grundlagen zur Satzherstellung (1980), Mathematische Grundlagen zur Satzherstellung (1985) und Typografie Schrift Lesbarkeit (1996). Bosshards Opus magnum ist Der typografische Raster (2000). Die deutsch-englische wie auch eine chinesische Ausgabe (2004) trugen zum internationalen Erfolg des Buches bei.

## Schriften (Auswahl)
- Manuelle Holzschnitte. In: Xylon. Nr. 34
- Technische Grundlagen zur Satzherstellung. Verlag des Bildungsverbandes Schweizerischer Typografen BST, Bern 1980.
- Mathematische Grundlagen zur Satzherstellung. Verlag des Bildungsverbandes Schweizerischer Typografen BST, Bern 1985.
- Typografie, Schrift, Lesbarkeit. Sechs Essays. Verlag Niggli AG, Sulgen 1996, ISBN 3-7212-0163-9.
- Der typografische Raster. Verlag Niggli AG, Sulgen 2000, ISBN 3-7212-0340-2.
- Max Bill kontra Jan Tschichold. Der Typografiestreit der Moderne. Verlag Niggli AG, Sulgen 2012, ISBN 978-3-7212-0833-7.
- Regel und Intuition. Von den Wägbarkeiten und Unwägbarkeiten des Gestaltens. Wallstein Verlag, Göttingen 2015, ISBN 978-3-8353-1718-5.